# Wenzel Roritzer
Wenzel Roritzer, auch Roriczer, (* unbekannt; † vor Juli 1419 in Regensburg) war ein deutscher Werkmeister der Spätgotik. 
Meister Wenzel war vermutlich um 1410 aus Kolín in Böhmen nach Regensburg zugewandert. Er gehörte zu den Baumeistern, die nach der Auflösung der parlerschen Bauhütten aus Böhmen nach Westen emigrierten und die Kenntnisse der neuen spätgotischen Formensprache verbreiteten.
Wenzel begründete die Baumeisterdynastie der Roritzer, die nachweislich von 1415 bis 1514 das Baugeschehen am Regensburger Dom bestimmen sollte. Er war der Vater von Konrad Roritzer und spätestens ab 1414 Dombaumeister am Regensburger Dom. Auf ihn gehen die Triangelvorhalle des Hauptportals sowie die Fensterzone der nördlichen Turmhalle zurück. Die genannten Partien dokumentieren eindrucksvoll seinen charakteristischen Personalstil.